# الشيخ حسن (سوريا)
الشيخ حسن يقع في سوريا على بعد 20 كم إلى الشمال من المريبط على الفرات الأوسط. أجري أول استبار عام 1974، ظهرت من خلاله معالم معمارية لحجيرات مربعة ترتصف كرقعة الدومينو، ولا يتجاوز طول ضلع كل حجيرة المتر الواحد، أما الجدران فهي إما من الطين المدكوك أو مصنوعة من سيقان الخشب المغموسة أفقيا بعضها فوق بعض في قلب الطين،أما تقنية العمارة والإنشاء فنجد أنّ المساكن ظلت مستديرة الشكل وأساساتها مغروسة داخل حفرة مستديرة، ويبدو أنّ إنسان تلك المرحلة في ذلك الموقع قد عرف مواد بناء أخرى غير الخشب؛ إذ عرف كيف ينحت الحجارة ويربطها مع بعضها بالطين وكان يطلي وجوه الحفرة الداخلية بذلك الطين ويستمر في طلي الحائط القائم على حافة الحفرة، في حين أنّ الجدران المبنية من الحجارة معروفة منذ الألف التاسع ق.م.
ومن تل الشيخ حسن لدينا الشاهد الأول على المسكن المستطيل الذي مهد لظهور المسكن المؤلف من عدة غرف وذلك في السويّة الرابعة في كل من المريبط وأبي هريرة (كوفان 1984: 56-59).